# 두니아 (가수)
두니아(Dounia)는 모로코계 미국인 싱어송라이터, 모델, 사회운동가이다. 가수 활동 이전 인스타그램 내에서 자기 몸 긍정주의(Body-Positivity) 모델로 이름을 먼저 알렸다. 2017년 10월 데뷔 EP Intro To를 발매했으며, 2019년 7월에는 데뷔 앨범 The Scandal 을 발매했다.

## 음반 목록

### 정규 음반
- The Scandal (2019)

### EP
- Intro To (2017)
- The Avant-Garden (2018)
- NOT GOOD FOR THE EGO (2019)